# غاستون كاستل
غاستون كاستل (بالفرنسية: Gaston Castel)‏ (و. 1886 – 1971 م) هو مهندس معماري من فرنسا . ولد في Pertuis .
توفي في مارسيليا .

## التعليم
تعلم في المدرسة الوطنية للفنون الجميلة

## أعمال بارزة
من أهم أعماله Monument aux morts de l'Armée d'Orient et des terres lointaines

## جوائز
حصل على جوائز منها:
- قائد وسام جوقة الشرف
- جائزة روما.